# Murailles de Montemerano
Les murailles de Montemerano (en italien : Mura di Montemerano) constituent le système défensif de Montemerano, une frazione de la commune de Manciano, (province de Grosseto), en Toscane,.

## Histoire
Les murailles ont été construites par les Aldobrandeschi à partir du XIIe et achevés au XIIIe siècle. Les travaux ont complètement clôturé le village de Montemerano.
Avec le passage de Montemerano à la république de Sienne, des travaux de rénovation et d'amélioration de la structure défensive préexistante ont été réalisés. L'ouvrage le plus impressionnant, construit entre le milieu et la fin du XIVe siècle, est le Cassero Senese, construit sur une tour de guet préexistante.
Entre la fin du Moyen Âge et la Renaissance, la partie ouest des murs fut presque entièrement reconstruite.

## Description
Les remparts de Montemerano délimitent entièrement le village et se caractérisent par la superposition d'éléments stylistiques du Moyen Âge et de la Renaissance.
Les sections de la structure défensive du mur-rideau apparent, revêtues de travertin et de calcaire, et d'autres sections incorporées dans les murs d'enceinte extérieurs de certains bâtiments du centre ; la plupart des murs reposent sur un socle escarpé.
Les murs médiévaux primitifs sont visibles dans la zone adjacente à l'église de San Giorgio, où s'ouvre la porte cintrée et où s'élève une tour carrée qui aurait dû devenir le clocher de l'église ; l'élément marquant est la loggia caractéristique qui s'ouvre dans la partie supérieure de cette section. De la même époque se trouve également la tour de guet qui, à la fin du Moyen Âge, fut transformée en Cassero Senese.
L'enceinte de la Renaissance est visible dans la partie ouest, où s'ouvrent deux portes et, du côté extérieur, sont incorporées quatre tours de guet, deux préexistantes à section quadrangulaire de la fin du Moyen Âge et deux à section circulaire du XVe siècle. Le chemin de ronde situé le long du tronçon nord-est a également été ajouté à la Renaissance.

## Galerie

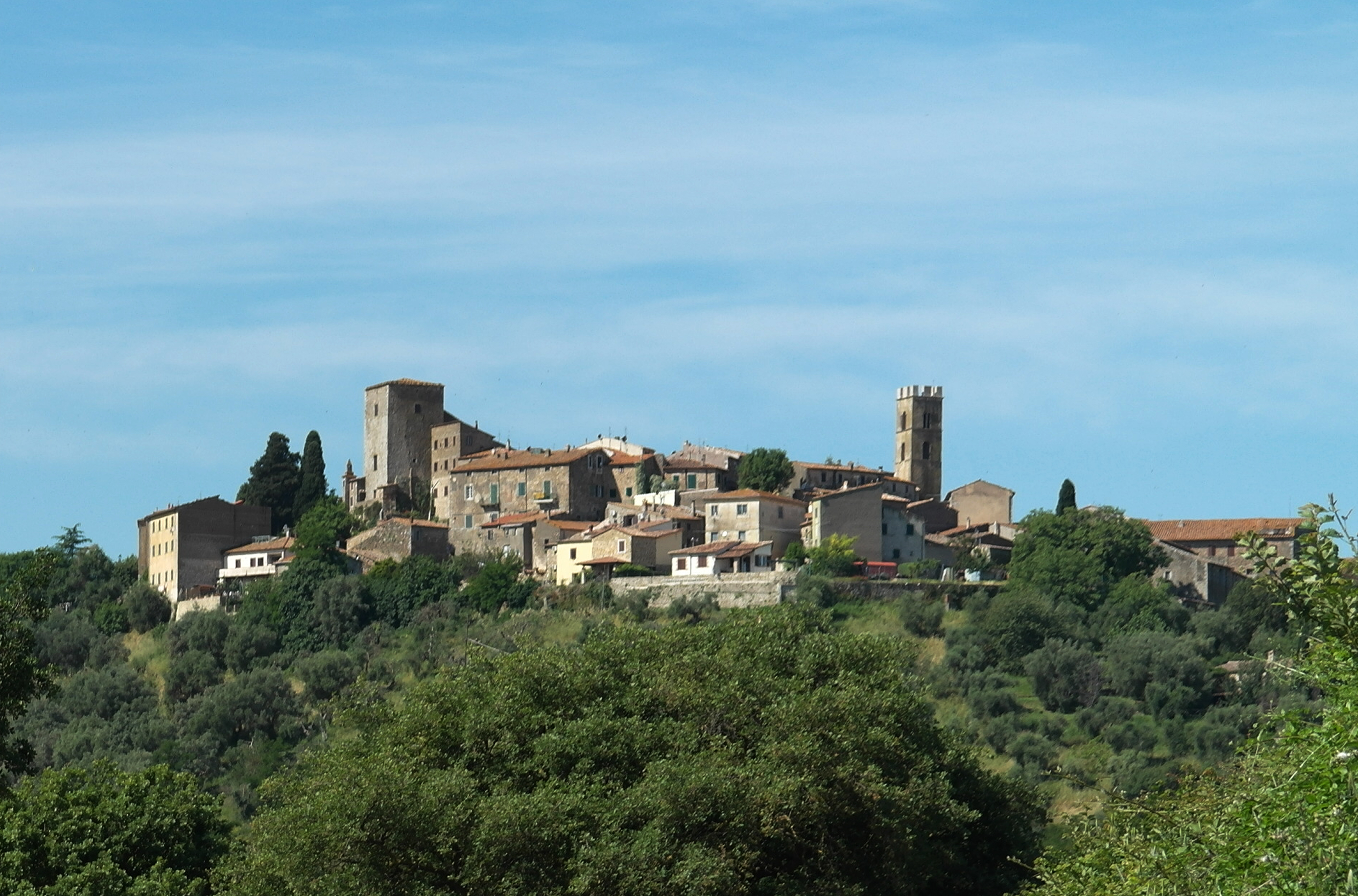
Vue de la ville.
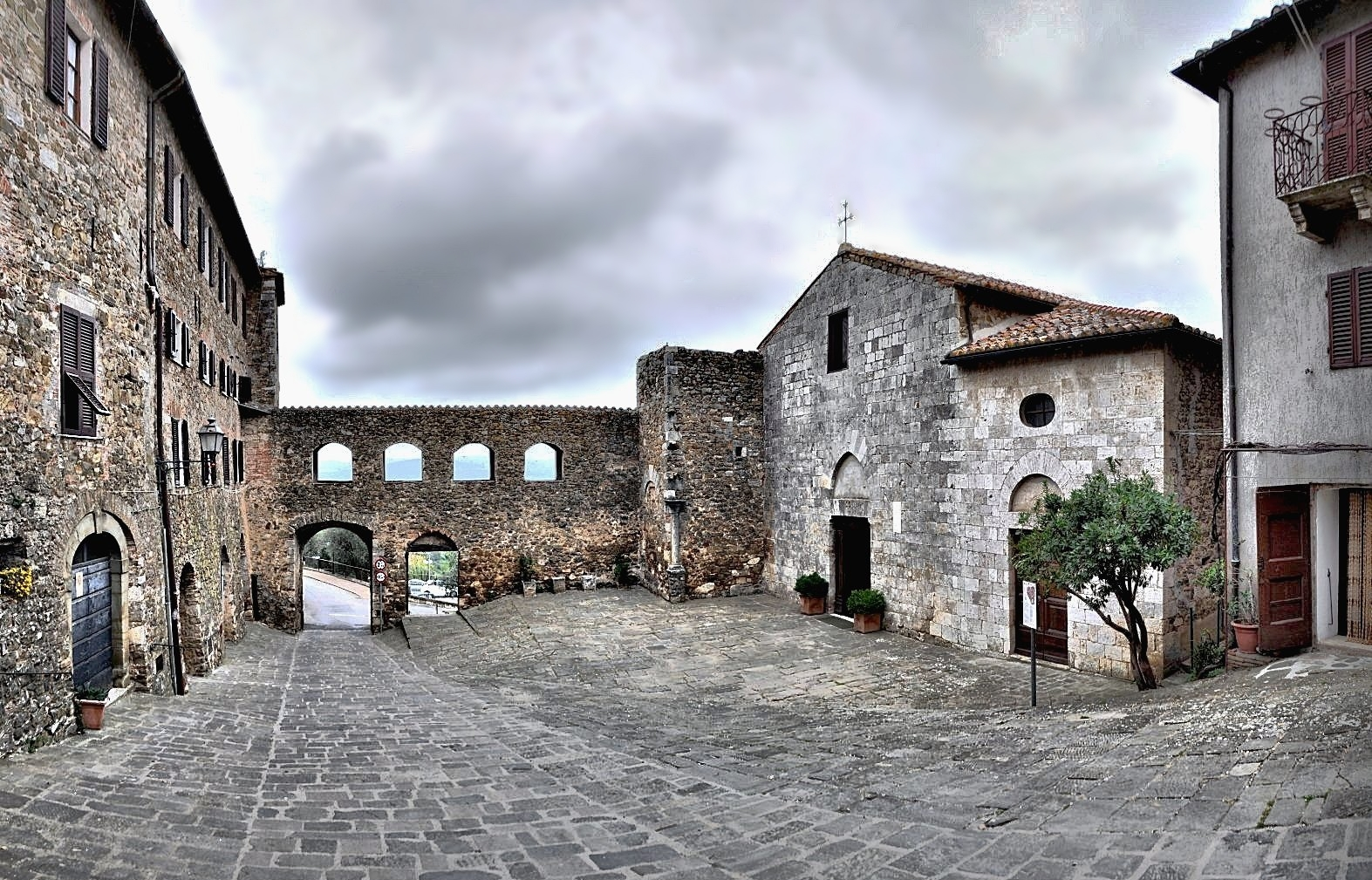
L'église San Giorgio et sa tour.
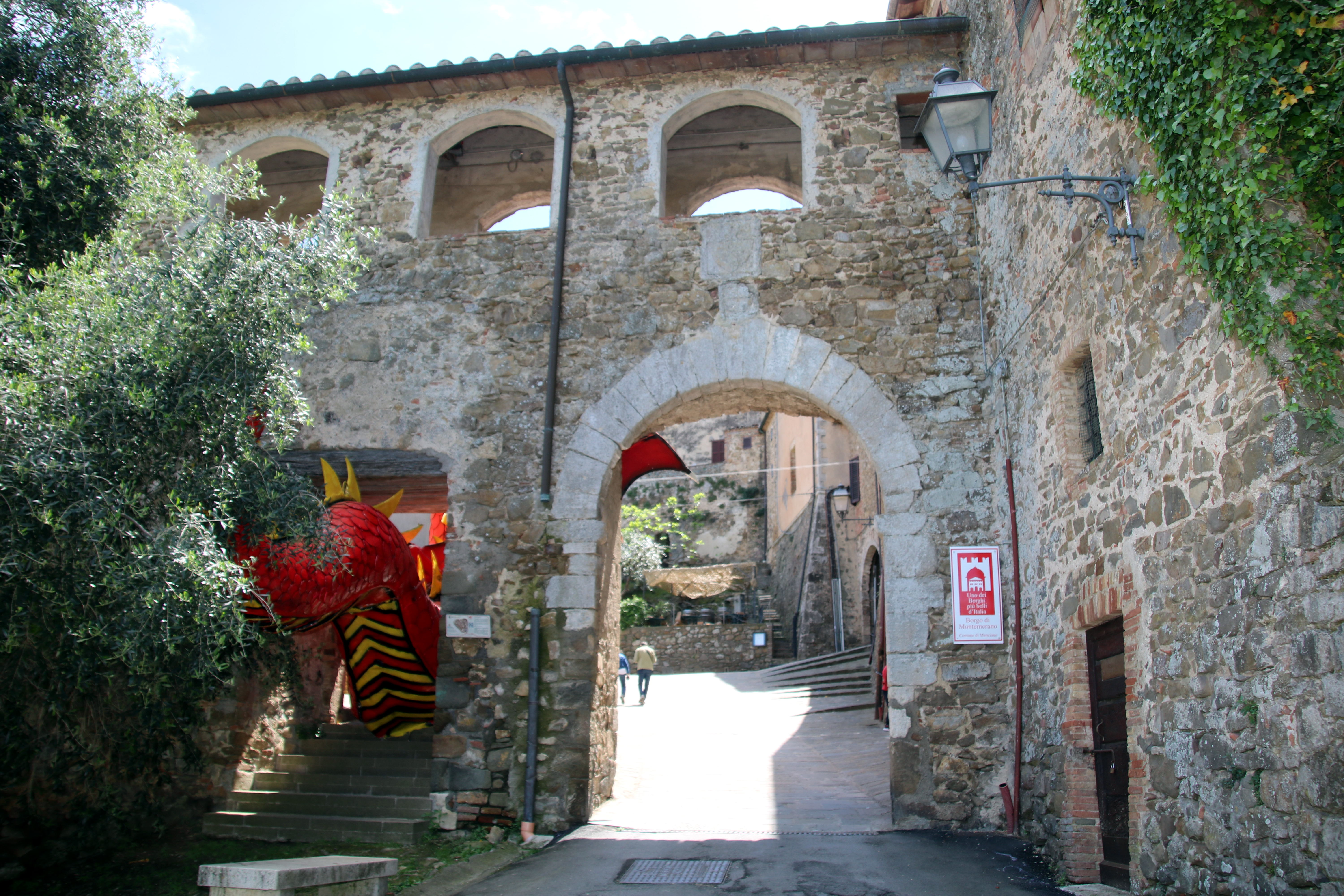
La Porta San Giorgio.
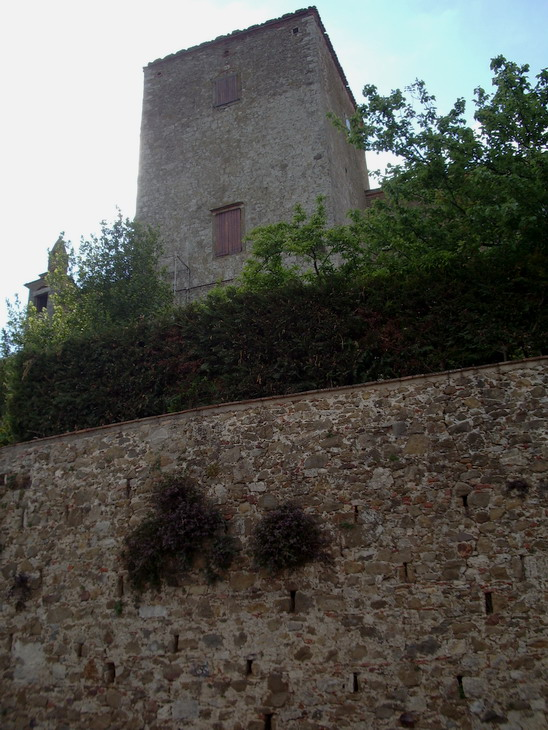
Le Cassero Senese.